# Catocala fulminea
Espèce
La Lichénée jaune (Catocala fulminea) est une espèce de lépidoptères de la famille des Erebidae.
On la trouve en Europe centrale et du Sud, en Asie orientale et en Sibérie.
Elle a une envergure de 44 à 52 mm.
Sa larve se nourrit sur le prunellier, les pruniers, les aubépines, les poiriers et les chênes.

## Galerie

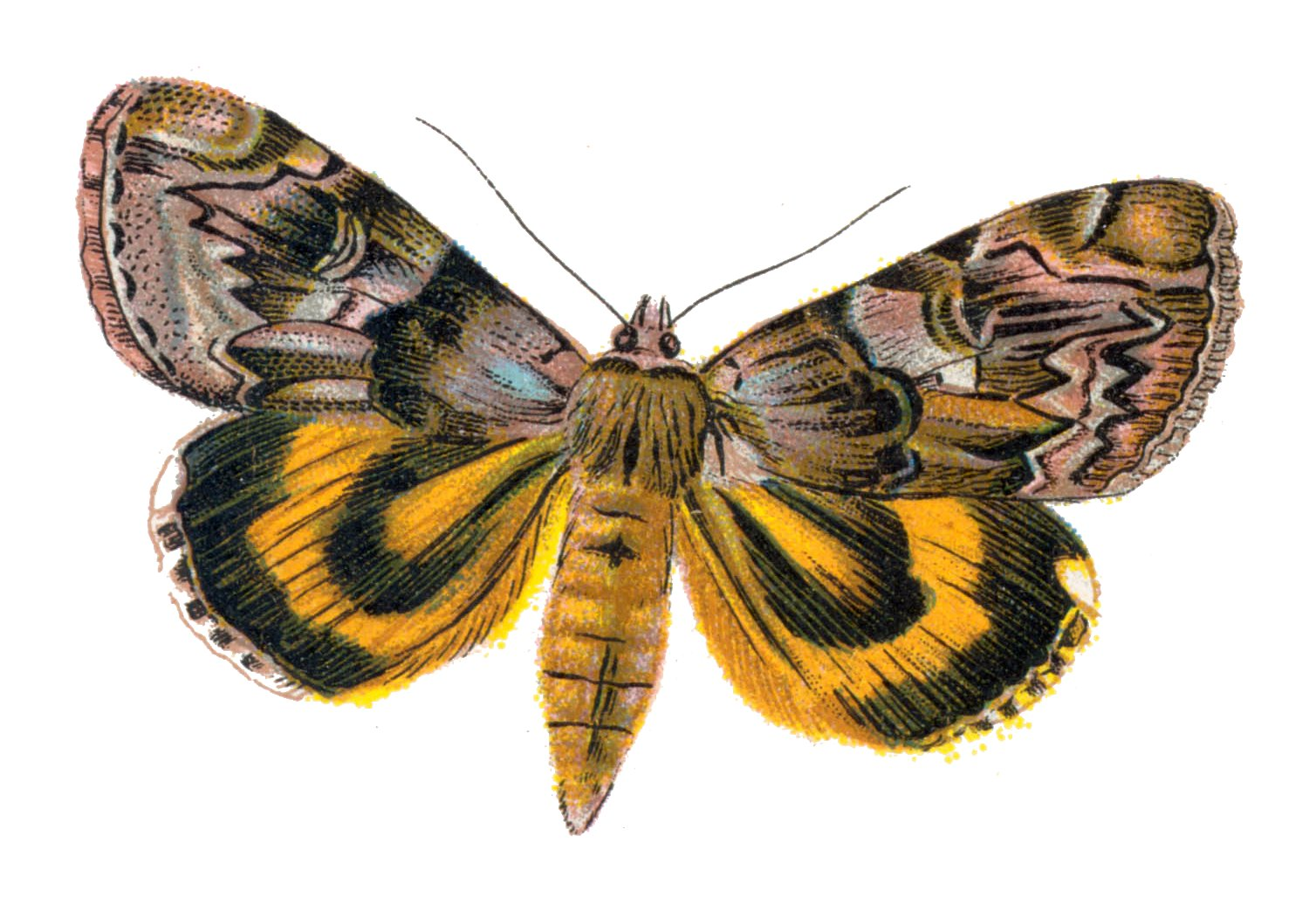